# Distretto di Muheza
Il distretto di Muheza è un distretto della Tanzania situato nella regione di Tanga. È suddiviso in 37 circoscrizioni (wards) e conta una popolazione di 238 260 abitanti (censimento 2022).

## Suddivisione amministrativa
Il distretto è diviso nelle seguenti circoscrizioni (wards), tra parentesi gli abitanti (censimento 2022):
1. Amani (6 148)
2. Bwembwera (5 635)
3. Genge (8 385)
4. Kicheba (6 037)
5. Kigombe (8 536)
6. Kilulu (10 798)
7. Kisiwani (6 624)
8. Kwabada (5 554)
9. Kwafungo (8 248)
10. Kwakifua (3 144)
11. Kwemingoji (2 905)
12. Kwemkabara (13 177)
13. Kwezitu (5 727)
14. Lusanga (8 654)
15. Magila (6 163)
16. Magoroto (6 658)
17. Majengo (8 285)
18. Makole (6 536)
19. Masuguru (4 754)
20. Mbaramo (6 251)
21. Mbomole (5 786)
22. Mhamba (3 557)
23. Misalai (6 741)
24. Misozwe (4 252)
25. Mkuzi (8 785)
26. Mlingano (8 763)
27. Mpapayu (3 167)
28. Mtindiro (6 034)
29. Ngomeni (11 148)
30. Nkumba (6 960)
31. Pande Darajani (4 235)
32. Potwe (5 874)
33. Songa (5 941)
34. Tanganyika (3 334)
35. Tingeni (3 233)
36. Tongwe (7 087)
37. Zirai (5 144)